# Carex jankowskii
Pour les articles homonymes, voir Jankowski.
Espèce
Classification phylogénétique
Carex jankowskii est une espèce des plantes du genre Carex et de la famille des Cyperaceae.